# La Bête enchaînée
Pour plus de détails, voir Fiche technique et Distribution.
La Bête enchaînée (A Romance of the Redwoods) est un film muet américain de Cecil B. DeMille, sorti en 1917.

## Synopsis
Jenny Lawrence part pour l'Ouest à la recherche de son oncle, sans savoir qu'il a été tué par des Indiens et que "Black" Brown, un bandit qui attaque les diligences, a usurpé son nom pour se protéger de la loi. Quand Jenny arrive à Strawberry Flats, elle réalise ce qui se passe, mais elle se retrouve forcée d'accepter la protection que lui offre Brown, la seule autre possibilité étant le saloon. Peu à peu, ils tombent amoureux l'un de l'autre et Jenny le pousse à s'amender. Toutefois, l'attrait du passé est trop grand pour Brown, qui décide d'attaquer une dernière diligence, attaque au cours de laquelle il est capturé par une milice. Malgré la plaidoirie de Jenny, Brown est condamné à la pendaison. À bout d'arguments, Jenny déterre des vêtements de poupée et redemande la libération de Brown, en prétendant qu'il est le père de son enfant. Il est libéré et ils sont mariés par le shérif. Plus tard, la ruse est découverte, mais les habitants de la ville acceptent leur défaite avec bonne humeur.

## Fiche technique
- Titre : La Bête enchaînée
- Titre original : A Romance of the Redwoods
- Réalisation : Cecil B. DeMille
- Assistant : Cullen Tate
- Scénario d'après une histoire de Cecil B. DeMille et Jeanie Macpherson
- Direction artistique : Wilfred Buckland
- Photographie : Alvin Wyckoff
- Montage : Cecil B. DeMille
- Production : Cecil B. DeMille
- Société de production : Mary Pickford Film Corporation
- Société de distribution : Artcraft Pictures Corporation
- Pays d'origine :  États-Unis
- Langue originale : anglais
- Format : noir et blanc — 35 mm — 1,37:1 — Muet
- Genre : Western
- Durée : 70 minutes
- Date de sortie :
  - États-Unis : 14 mai 1917
- Licence : domaine public

## Distribution
- Mary Pickford : Jenny Lawrence
- Elliott Dexter : « Black » Brown
- Charles Ogle : Jim Lyn
- Tully Marshall : Sam Sparks
- Raymond Hatton : Dick Roland
- Walter Lang : le shérif
- Winter Hall : John Lawrence